# Sergines
 Sergines  es una población y comuna francesa que se encuentra en la región de Borgoña, departamento de Yonne, en el distrito de Sens. Es el chef-lieu del cantón de Sergines.

## Demografía
| 745 | 733 | 764 | 802 | 900 | 1080 |
| Para los censos de 1962 a 1999 la población legal corresponde a la población sin duplicidades (Fuente: INSEE [Consultar]) |     |     |     |     |      |